# Johannes Soodla
Johannes Soodla (ur. 14 stycznia 1897 w Dorpacie, zm. 16 kwietnia 1965 w Goslarze) – estoński wojskowy (pułkownik), inspektor generalny estońskich oddziałów Waffen-SS podczas II wojny światowej.
Uczestniczył w I wojnie światowej w szeregach armii rosyjskiej jako porucznik. Po jej zakończeniu wstąpił do nowo formowanej armii estońskiej, dochodząc w 1940 r. do stopnia pułkownika. Przed zajęciem Estonii przez Sowietów był komendantem akademii wojskowej. Podczas okupacji hitlerowskiej podjął współpracę z Niemcami. Jego interwencje u Niemców doprowadziły do utworzenia Legionu Estońskiego SS. Od czerwca 1943 r. do końca wojny sprawował funkcję inspektora generalnego estońskich oddziałów Waffen-SS w randze Waffen-Brigadeführera SS. W międzyczasie objął także zwierzchnictwo nad formacją obrony terytorialnej Omakaitse. Po kapitulacji Niemiec 8/9 maja 1945 r., przebywał w obozie dla uchodźców w zachodniej części kraju. Następnie zamieszkał w RFN, gdzie zmarł 16 kwietnia 1965 r.
W 1925 został odznaczony estońskim Krzyżem Wolności II klasy.